# Municipi de Brønderslev
El municipi de Brønderslev és un municipi danès que va ser creat l'1 de gener del 2007 com a part de la Reforma Municipal Danesa, integrant els antics municipis de Dronninglund amb el de Brønderslev. El municipi és situat al nord de la península de Jutlàndia, a la Regió de Nordjylland, abasta una superfície de 633,18 km². Originalment el municipi va ser creat amb el nom de Brønderslev-Dronninglund, el nom més llarg del municipis danesos, però el consell municipal va decidir escurçar el nom a la seva primera reunió.
La ciutat més important i capital del municipi és Brønderslev (11.882 habitants el 2008). Altres ciutats són:
- Hjallerup
- Dronninglund
- Asaa

## Consell municipal
Resultats de les eleccions del 18 de novembre del 2009:
| Partit                           | vots | % vots |
| -------------------------------- | ---- | ------ |
| Socialdemokratiet                | 7523 | 39.6   |
| Det Radikale Venstre 310         | 1.6  |        |
| Det Konservative Folkeparti 1048 | 5.5  |        |
| Socialistisk Folkeparti 1897     | 10.0 |        |
| Dansk Folkeparti 1083            | 5.7  |        |
| Venstre 7048                     | 37.1 |        |
| Enhedslisten - De Rød-Grønne 67  | 0.3  |        |

### Alcaldes
| Alcalde          | Període               | Partit            |
| ---------------- | --------------------- | ----------------- |
| Mikael Klitgaard | 1-1-2007 a 31-12-2009 | Venstre           |
| Lene Hansen      | 1-1-2010 a 31-12-2013 | Socialdemokratiet |